# 第一次直奉戰爭
第一次直奉戰爭，發生於1922年4月28日至5月5日，以直勝奉敗收場。

## 起因
起因于直皖战争後戰果分配不均和直系对亲日亲奉的梁士诒内阁不满。
1921年12月，梁士诒组阁。1922年1月吴佩孚联合六省军阀，通电攻击梁士诒内阁媚日卖国，迫梁1月15日请假离京，直奉矛盾日趋激化。張作霖、段祺瑞和孫中山聯盟對抗直系曹锟和吳佩孚。張作霖自任總司令，孫烈臣任副總司令，楊宇霆任參謀長。

## 經過
4月，奉軍12萬人入山海關，4月29日張作霖到天津軍糧城自任鎮威軍總司令，即日下達奉軍的總攻击令，第一次直奉戰爭爆發。奉軍西路軍由張作霖當總司令，分三個梯隊：第一梯隊張作相，第二梯隊張學良，第三梯隊李景林:140。直系方面吳佩孚為總司令指揮7個師、5個旅約10萬人，進駐涿州。西路为琉璃河吴佩孚第三师，固安王承斌第二十三师，东路为马厂张国溶第二十六师和张福来第二十四师。4月29日兩軍在馬廠（右翼）、長辛店（左翼）、霸縣（中路）展開固安戰鬥、永清戰鬥、長辛店戰鬥、霸縣戰鬥等戰鬥，激戰中兩軍互有勝負，吳佩孚出奇兵繞道攻擊奉軍後方，奉軍腹背受敵；再加上奉軍邹芬第十六師臨陣倒戈，全陣崩潰。5月4日，直軍佔領長辛店、永清、靜海。与此同时，冯玉祥西北军出潼关，击败赵倜，占领河南。

## 結果
最後直系獲勝，張作霖退出山海關，在秦皇島遭到直系海軍的炮火攻擊。但直軍在進攻山海關過程中，遭到張學良、郭松齡部隊的頑強抵抗，進攻被阻止，又經外國傳教士調停。5月5日，第一次直奉戰争結束，雙方在秦皇島英艦簽定和約停戰。
1922年7月，奉軍回到奉天，成立東三省陸軍整理處，總監孫烈臣，副總監張作相（名義）、姜登選（行政），參謀長張學良:141,197。6月，張作霖自任東北保安總司令，宣布“自治”，苦心經營海軍和空軍，訓練軍隊。吳佩孚恢复法统，重开国会，逼迫徐世昌下野，黎元洪復任大总统。广东陈炯明认为法统恢復，应停止北伐，与孫中山产生分歧。孙於北伐途中回廣州，被陳炯明困於永豐艦，最后不得不离开广州。1923年10月，曹錕以賄選當上大總統。
在长辛店战斗中，直系出动空军进行轰炸，是取得胜利的关键因素。